# Reformierte Kirche Veltheim (Winterthur)

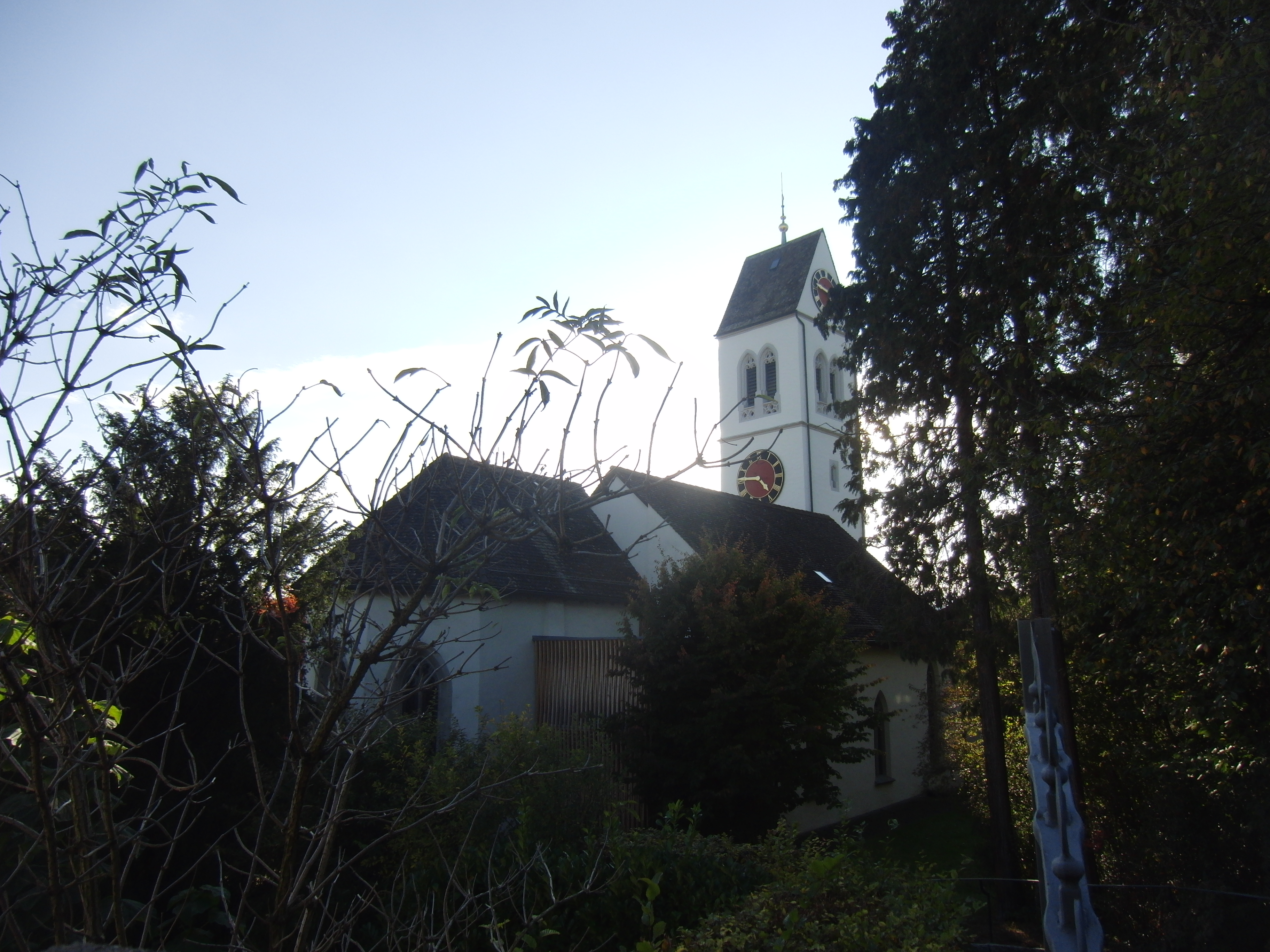
Die reformierte Kirche Veltheim

Die reformierte Kirche Veltheim (auch Pfarrkirche Winterthur-Veltheim) ist eine evangelisch-reformierte Saalkirche im Stadtkreis Veltheim in Winterthur im Schweizer Kanton Zürich. Ihre Baugeschichte reicht bis ins Frühmittelalter zurück, in ihrer heutigen Gestalt ist sie im Kern im Spätmittelalter entstanden. Vor der Reformation war die Kirche ein bedeutender Marienwallfahrtsort. Bemerkenswert sind die spätgotischen Seccomalereien aus dem späten 15. Jahrhundert, die zwischenzeitlich übertüncht wurden und seit 1899 teilweise wieder freigelegt wurden.

## Geschichte

### Frühmittelalter
An der Stelle der heutigen Kirche errichteten die Römer im 2. oder 3. Jahrhundert ein Becken zum Auffangen von Hangwasser. Im 8. oder 9. Jahrhundert entstand dann eine kleine Holzpfostenkirche, bei der es sich um eine Eigenkirche gehandelt haben dürfte. Nicht lange danach wurde sie durch eine doppelt so grosse steinerne Kapelle ersetzt, die noch bis 1864 als Sakristei Bestand hatte. Angeblich sollen «die Ruinen eines alten Schlosses» dafür und auch für die Nachfolgerbauten verwendet worden sein. Dass die Kirche in ihrer frühen Phase zu Ehren der heiligen Anna geweiht war, wie unter anderem Arnold Nüscheler behauptete, konnte nie nachgewiesen werden. Sie ist ab dem Spätmittelalter als Marienkirche dokumentiert.

### Unter den Kyburgern und Habsburgern (1230–1358)
1230 wird die Kirche zum ersten Mal urkundlich erwähnt, als Graf Hartmann IV. von Kyburg («der Ältere») das Dorf Veltheim mitsamt dem Kirchenpatronat – angeblich mit dem Geld, das ihm seine Heirat mit Margarete von Savoyen als Mitgift eingebracht hatte – kaufte. Der Verkäufer ist unbekannt. 1242 überschrieb Hartmann diese Besitztümer seiner Gattin als Witwengut. Als er 1264 ohne männlichen Nachfolger starb, ging das Patronatsrecht der Kirche Veltheim somit de jure an Margarete über, de facto aber usurpierte es (wie alle Ostschweizer Besitzungen der Kyburger) sein Neffe Rudolf IV. von Habsburg. Als Margarete 1273 starb, trat Rudolf, kurz bevor er als Rudolf I. zum römisch-deutschen König ausgerufen wurde, offiziell in diese Rechte. Bis Mitte des 14. Jahrhunderts verblieb der Kirchensatz bei den Habsburgern. Noch unter ihrem Patronat wurde südlich der bestehenden Kapelle eine zweite Kapelle, der Vorgänger des heutigen Chores, angebaut und westlich davon ein Langhaus errichtet. Die ältere Kapelle diente nun als Chor. 1305 wird zum ersten Mal ein Pfarrer erwähnt.

### Unter dem Kloster Töss (1358–1524)
Am 27. September 1358 schenkte der eben erst Herzog von Österreich gewordene Rudolf IV. den Kirchensatz Veltheim dem nahen Dominikanerinnenkloster Töss. Dies wurde am 12.  Dezember vom Bischof von Konstanz Heinrich III. von Brandis bestätigt. Die Schenkung diente als Wiedergutmachung für die im Verlauf der von seinem Vorgänger Albrecht II. geführten Schweizer Habsburgerkriege erlittenen Schäden des Klosters. Unter den Dominikanerinnen wurde 1401 der Kirchfriedhof erweitert.
Im Herbst 1460 wurde die Stadt Winterthur zwei Monate lang von den Eidgenossen belagert und vermochte sich unter dem Kommando von Thüring III. von Hallwyl, der im Dienst bei Sigmund, Herzog von Österreich, stand, zu behaupten. Zum Dank für diesen Triumph veranstaltete die Stadt fortan zweimal jährlich eine Wallfahrt in die Marienkirche Veltheim. (Veltheim gehörte ab 1452 endgültig zu Zürich, nicht aber seine Kirche. Winterthur folgte 1467.) Auch sonst hatte die Marienverehrung in Europa starken Aufschwung erhalten. Für die Kirche Veltheim begann damit ihre Blütezeit. Mit Unterstützung einflussreicher Winterthurer Geschlechter, darunter des im Chor abgebildeten Stifters Rudolf Bruchli und seiner Ehefrau Anna Ehinger, liess die Tösser Priorin 1482 anstelle der neueren (zweiten) Kapelle den heutigen polygonalen Chor mit zwei Altären erbauen. Um den Chor architektonisch einzubinden, wurde das Schiff zwar nach Süden hin erweitert, da die Ost- und Westmauer aber beibehalten und kaum erhöht wurden, wirkte der Längsbau nun im Vergleich zum höheren Chor merkwürdig gedrungen. Zur selben Zeit malte vermutlich Hans Haggenberg Chor und Schiff vollständig aus. Lukas Zeiner fertigte zwei Wappenscheiben an. Der bisherige Ostturm über der alten Kapelle wurde abgerissen, und ab 1498 errichtete Baumeister Stüdli einen deutlich höheren Westturm mit Geläut.

### Frühe Neuzeit

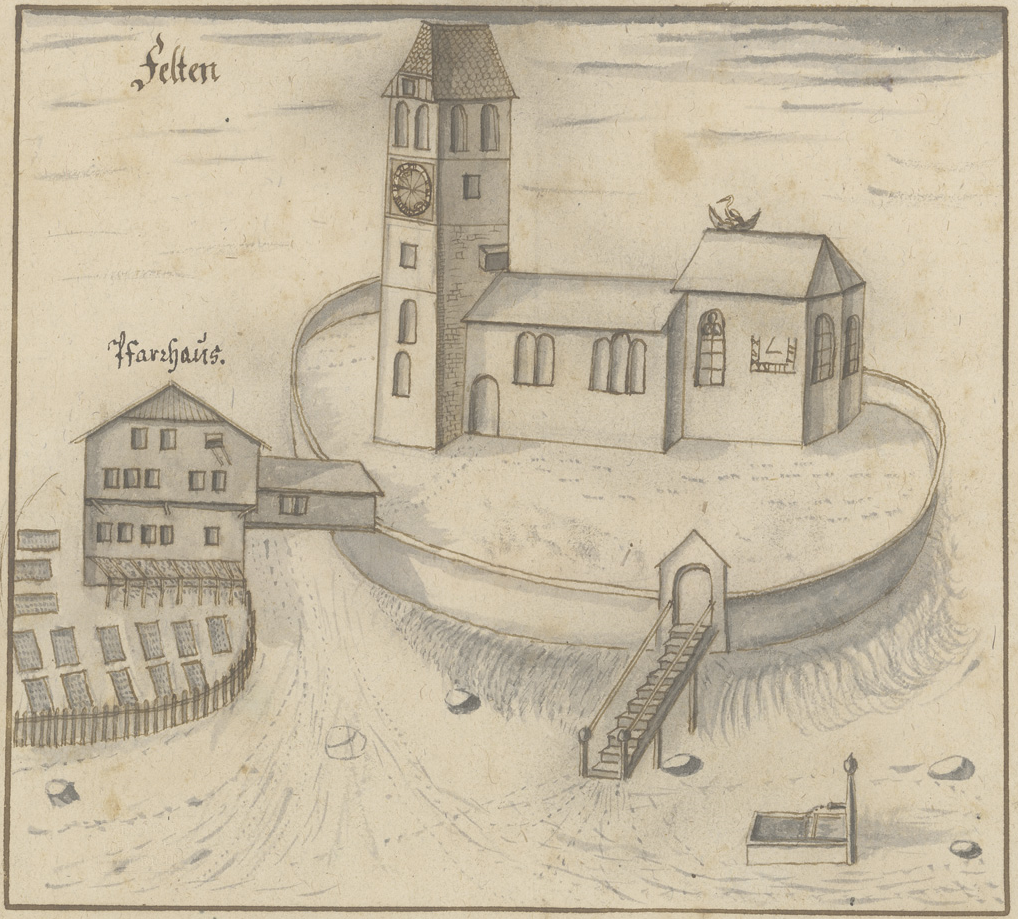
Kirche Veltheim mit ringförmig angelegter Kirchhofmauer, links das Pfarrhaus bereits mit Verbindungsbrücke, unten rechts der Dorfbrunnen, anonyme Zeichnung, 1700–1750

Im Zuge der Reformation wurde das Kloster Töss 1524 aufgehoben und der Kirchensatz Veltheim verstaatlicht. Sicher wurden der Hochaltar, liturgisches Gerät und sonstige Einrichtungsgegenstände im Bildersturm zerstört, überraschenderweise aber beliess man viele Wandmalereien. Erst 1740 wurden sie gesamthaft übertüncht. Bis ins 19. Jahrhundert wurden keine grösseren baulichen Umgestaltungen vorgenommen. Eine anonyme Zeichnung aus der ersten Hälfte des 18. Jahrhunderts zeigt die Kirche noch in ihrem mittelalterlichen Bauzustand.

### Seit dem 19. Jahrhundert

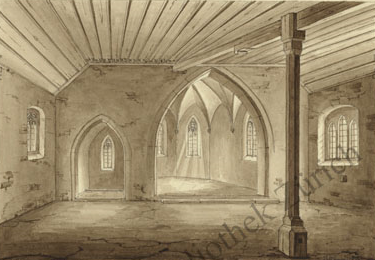
Kirche Veltheim, Innenansicht, Aquarell von Ludwig Schulthess, 1836, links ist noch die alte Nebenkapelle zu sehen, die 1864 abgebrochen wurde

Ludwig Schulthess fertigte 1836 zwei vorzügliche Aquarelle der Kirche Veltheim an. Man sieht hier ein in die Jahre gekommenes, düsteres Schiff mit niedriger, von Holzstützen getragener Holzdecke. 1864 wurden die gut tausendjährige Nebenkapelle, die noch als Sakristei genutzt wurde, abgerissen und das Verbindungsportal zugemauert.

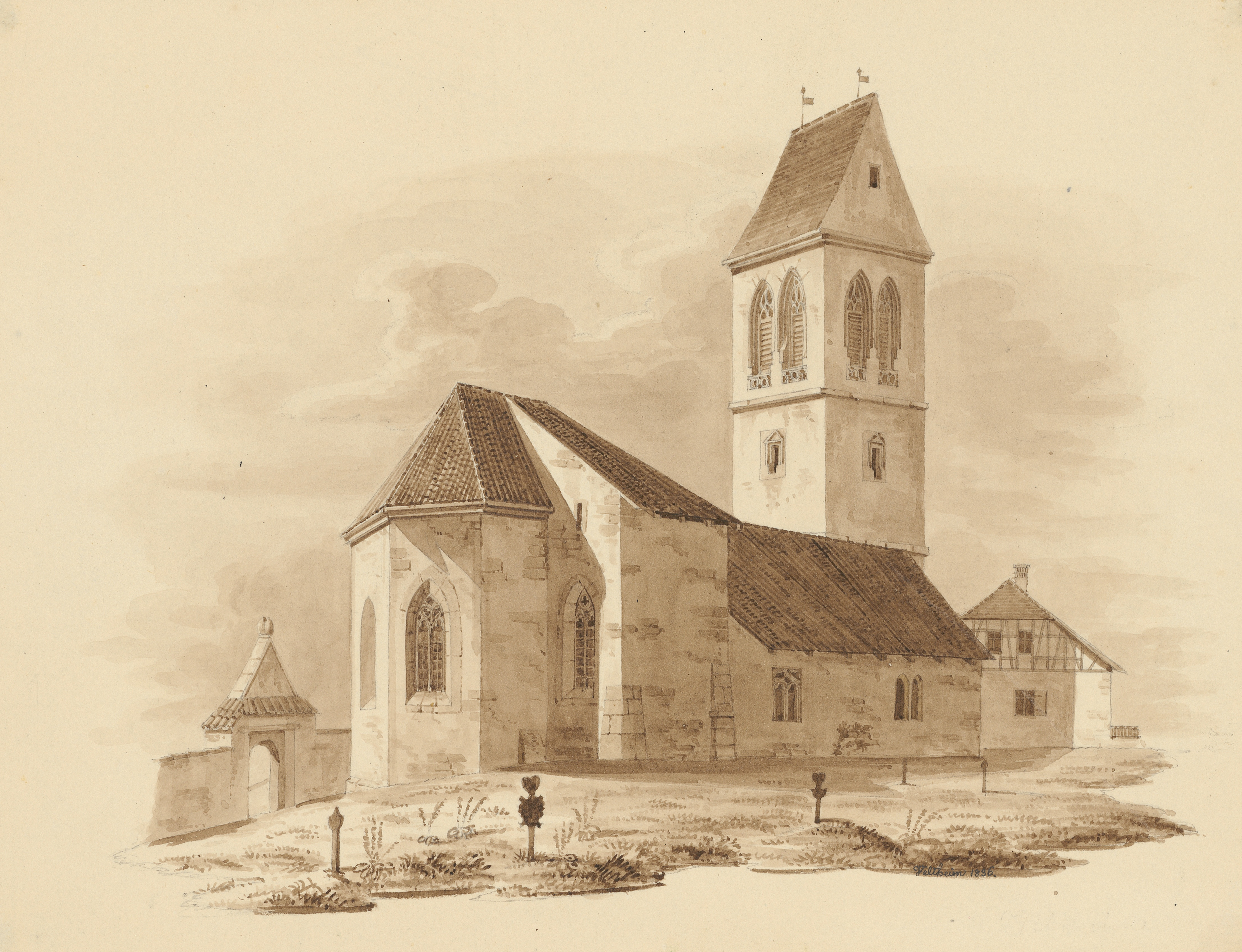
Kirche Veltheim, Aquarell von Ludwig Schulthess, 1836

1892/1893 baute man das Schiff aus. Die Decke wurde der Höhe des Chors angepasst, die Nordwand abgerissen und erweitert. Dabei gingen deren übertünchte Malereien, von denen man keine Kenntnis mehr hatte, unwiederbringlich verloren. Die alten Mauern wurden neu verputzt und zwecks besserer Haftung des Putzes mit einem Pickel aufgeraut. Die darunterliegenden Malereien wurden so massiv beschädigt. Ebenfalls liess man in Nord- und Südwand neugotische Lanzettfenster ein. 1893 gestaltete Friedrich Berbig die drei Chorfenster neu.
1899/1900 folgte eine umfassende Renovation der Innenräume. Um die Kosten dafür zu decken, verkaufte man 1900 neun wertvolle Glasgemälde, darunter auch die Wappenscheiben von Lukas Zeiner, an das Schweizerische Landesmuseum in Zürich. Bei Vorbereitungsarbeiten im Juli 1899 stiessen die Maler im Chor auf die spätgotischen Fresken. Die Neue Zürcher Zeitung berichtete am 23. Juli erstmals über den spektakulären Fund. Johann Rudolf Rahn veröffentlichte im Dezember einen ausführlichen Aufsatz darüber.
1907 wurde von Gebrüder Klingler aus Rorschach eine erste, pneumatische Orgel mit 2 Manualen und 14 Registern und einem neogotischen Prospekt eingebaut.
1931 wurde die Westmauer des Schiffs abgebrochen, neu gebaut und mit einer zweigeschossigen Vorhalle versehen, in der das Pfarrzimmer und der Aufgang zur Empore untergebracht sind. In die Südmauer wurde ein Seitenportal eingelassen. Die Orgel wurde von Orgelbau Kuhn aus Männedorf um 6 Register erweitert, ihres Prospektes entledigt und in die Ecke der neuerrichteten Empore verschoben. Im Kirchenschiff wurden die Malereien entdeckt, aber wieder mit einem neutralen Leimfarbenanstrich übertüncht.
Zwischen 1977 und 1980 wurde die Kirche noch einmal gründlich restauriert. 1977/1978 fanden dabei archäologische Grabungen statt. Alle noch zugänglichen Wandmalereien wurden freigelegt und wiederhergestellt. Am 22. Juni 1980 wurde die heutige mechanische Orgel von Orgelbau Kuhn eingeweiht.
2014 erfolgte der derzeit letzte Umbau. Dabei wurde die Seitenempore entfernt und zwischen den Bankreihen ein Mittelgang eingeführt. Ferner erneuerte man die Bodenheizung und die Beleuchtung und reinigte die Wandmalereien. Ebenfalls 2014 entschied die Kirchenpflege, den Glockenschlag künftig zwischen 22 Uhr abends und 6 Uhr morgens einzustellen.

## Baubeschrieb

### Glockenturm
Der spätgotische Turm schliesst im Westen an die Südmauer des Langhauses an. Er erhebt sich über einem quadratischen Grundriss und weist vier durch Gurtgesimse getrennte Geschosse auf, deren untere drei den Unterbau bilden, in dem eine schmale steinerne Wendeltreppe emporführt. Im obersten Geschoss befindet sich die Glockenstube, an deren vier Seiten hohe spitzbogige Fensterpaare mit profilierter Laibung und Masswerk in Bogenfeldern und Brüstung eingelassen sind. Darüber erhebt sich ein steiles Satteldach (ein sogenanntes «Käsbissendach»).

### Langhaus

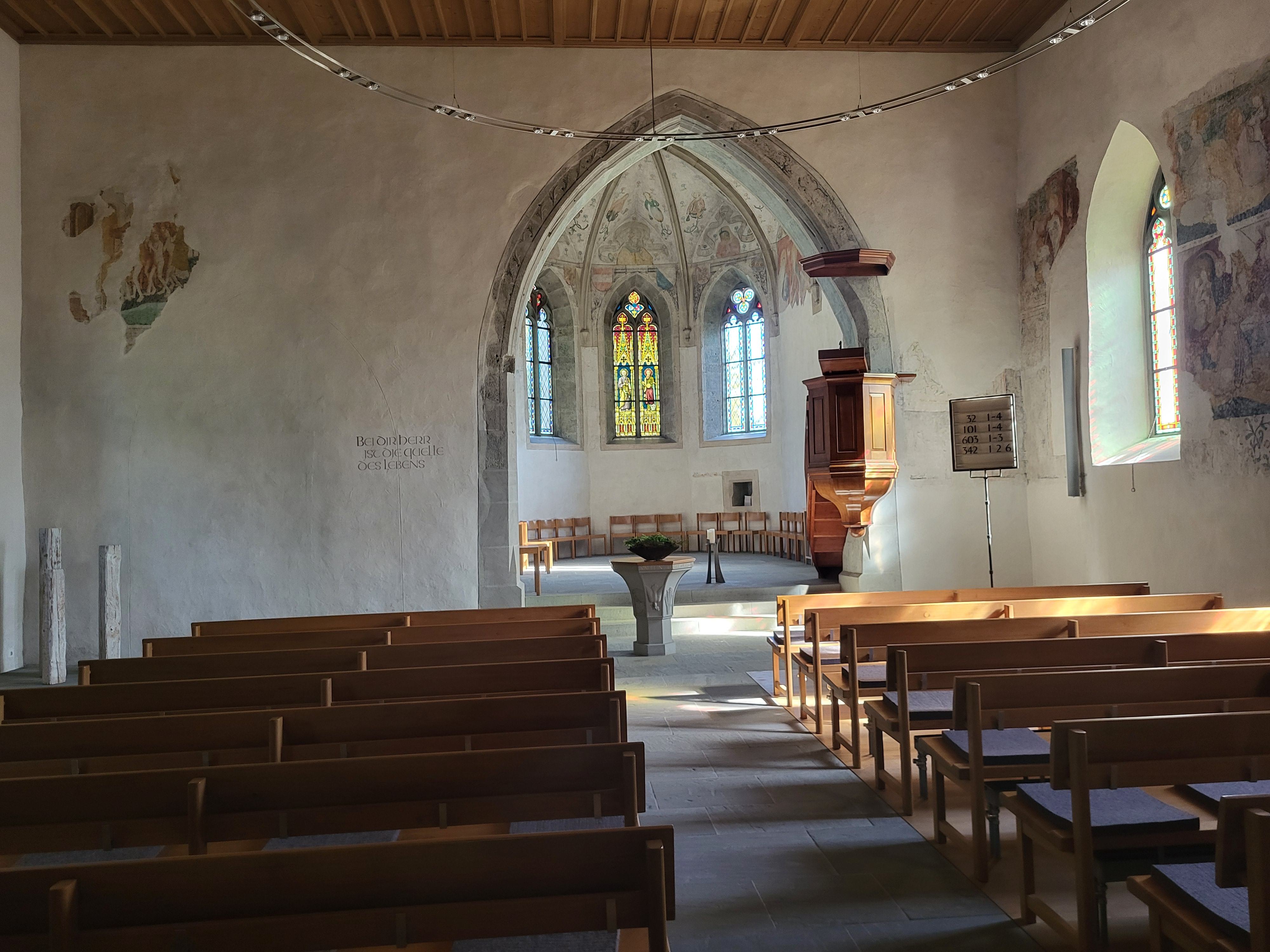
Kirchenschiff mit Blick auf den Chor

Das ausgesprochen schlichte Kirchenschiff mit modernem Sandsteinfussboden und Holzdecke wird seit 1931 hauptsächlich durch das Südportal betreten. Ihm ist eine zweigeschossige Vorhalle vorgelagert. Im Westen steht eine hölzerne Empore, auf deren Südseite die Orgel mit Rückpositiv untergebracht ist. In die Längsmauern sind je drei moderne, neugotische Fenster eingelassen. An der Südmauer lassen sich anhand der Malereien die ehemalige Höhe des Schiffes sowie die Lage der ehemaligen Fenster erkennen. Im Norden der Ostmauer ist die Lage des ehemaligen Verbindungsportals zur Sakristei eingeritzt. Links neben dem Chorbogen, der die Mauer von der Schiffsmittelachse abweichend durchbricht, steht Ps 36,10  («Bei dir Herr ist die Quelle des Lebens»). Die hölzerne Kanzel mit Schalldeckel und der Taufstein stammen beide von 1899/1900.

## Wandmalereien

### Chor

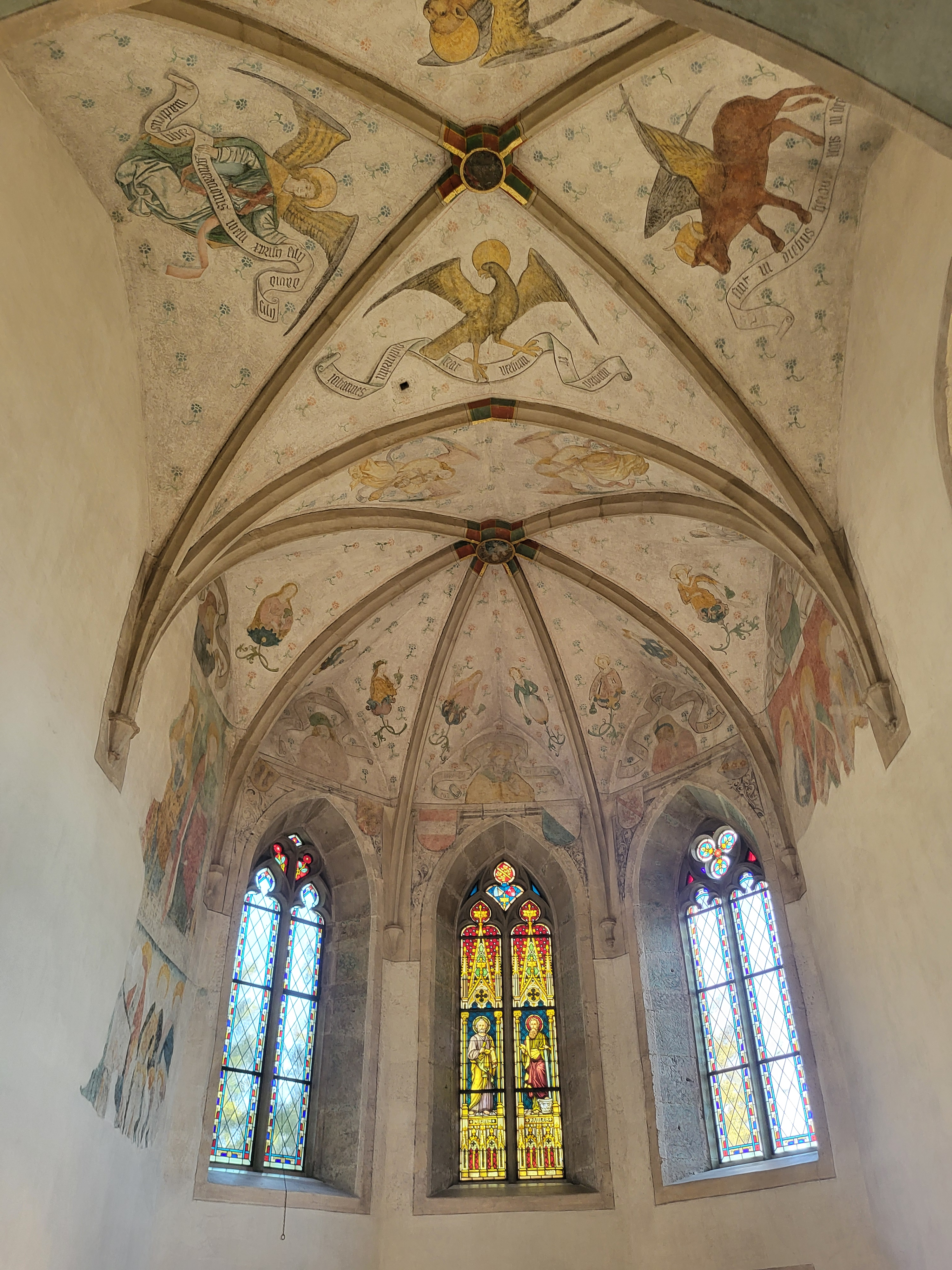
Chorgewölbe mit Malereien und Fenstern

| Bild | Inhalt                                                                                     | Beschreibung | Lage                       |
| ---- | ------------------------------------------------------------------------------------------ | --- | -------------------------- |
|      | Schutzmantelmadonna                                                                        | links (ursprünglich in der Mitte) Maria mit über kleinen Personen ausgebreitetem blauem Schutzmantel, rechts zwei Heilige mit weiteren (ungedeuteten) kleinen nackten Gestalten                                                                                       | Nordwand                   |
|      | Apostel Jakobus der Jüngere und ein unbekannter Apostel, darüber Halbfigur eines Propheten | Jakobus ist an der Walkerstange zu erkennen, in seiner Rechten hält er ein offenes Buch. Das Attribut des rechten Apostels ist nicht erkennbar. | Nordwand                   |
|      | Apostel Bartholomäus, Matthäus und Simon Zelotes                                           | Die Apostel sind an ihren Marterwerkzeugen zu erkennen: Bartholomäus am Messer, Matthäus an der Hellebarde und Simon an der Säge. | Südwand                    |
|      | Herzog Sigmund von Österreich                                                              | links das Wappen von Österreich, rechts das Wappen von Zürich | Westwand über den Fenstern |
|      | Rudolf Bruchli                                                                             | links das schräggestellte Familienwappen, rechts das Wappen von Winterthur resp. der Kyburger | Westwand über den Fenstern |
|      | Anna Ehinger                                                                               | links das Wappen von Winterthur resp. der Kyburger, rechts das schräggestellte Familienwappen | Westwand über den Fenstern |
|      | Evangelist Markus                                                                          | Inschrift auf dem Spruchband: marcus / initium ewangelij ihesu christi filij dei / sicut scriptū est in jisa(ja) [erg. propheta] («Dies ist der Anfang des Evangeliums von Jesus Christus, dem Sohn Gottes. Wie geschrieben steht im [Propheten] Jesaja», Mk 1,1f )   | Gewölbe                    |
|      | Evangelist Johannes                                                                        | Inschrift auf dem Spruchband: johannes / inprincipio [sic] erat verbum et verbum [erg. erat apud Deum] («Im Anfang war das Wort, und das Wort [war bei Gott]», Joh 1,1 )                                                                                              | Gewölbe                    |
|      | Evangelist Lukas                                                                           | Inschrift auf dem Spruchband: (lucas) / fuit in diebus herod(is) regis iudee sacerdos / [erg. quidam nomine Zacharias de vice] abiam [sic] («Zu der Zeit des Herodes, des Königs von Judäa, lebte ein Priester [mit Namen Zacharias von der Ordnung] Abija», Lk 1,5 ) | Gewölbe                    |
|      | Evangelist Matthäus                                                                        | Inschrift auf dem Spruchband: matheus / liber generationis ihesu christi filij / david filij [erg. Abraham] («Dies ist das Buch der Geschichte Jesu Christi, des Sohnes Davids, des Sohnes [Abrahams]», Mt 1,1 )                                                      | Gewölbe                    |
|      | Die fünf klugen und fünf törichten Jungfrauen, zwei Engel mit Weihrauchgefässen            | | Gewölbe                    |
|      | Schlussstein mit Madonna und Kind (1931)                                                   | | Gewölbe                    |

### Kirchenschiff

#### Passionszyklus

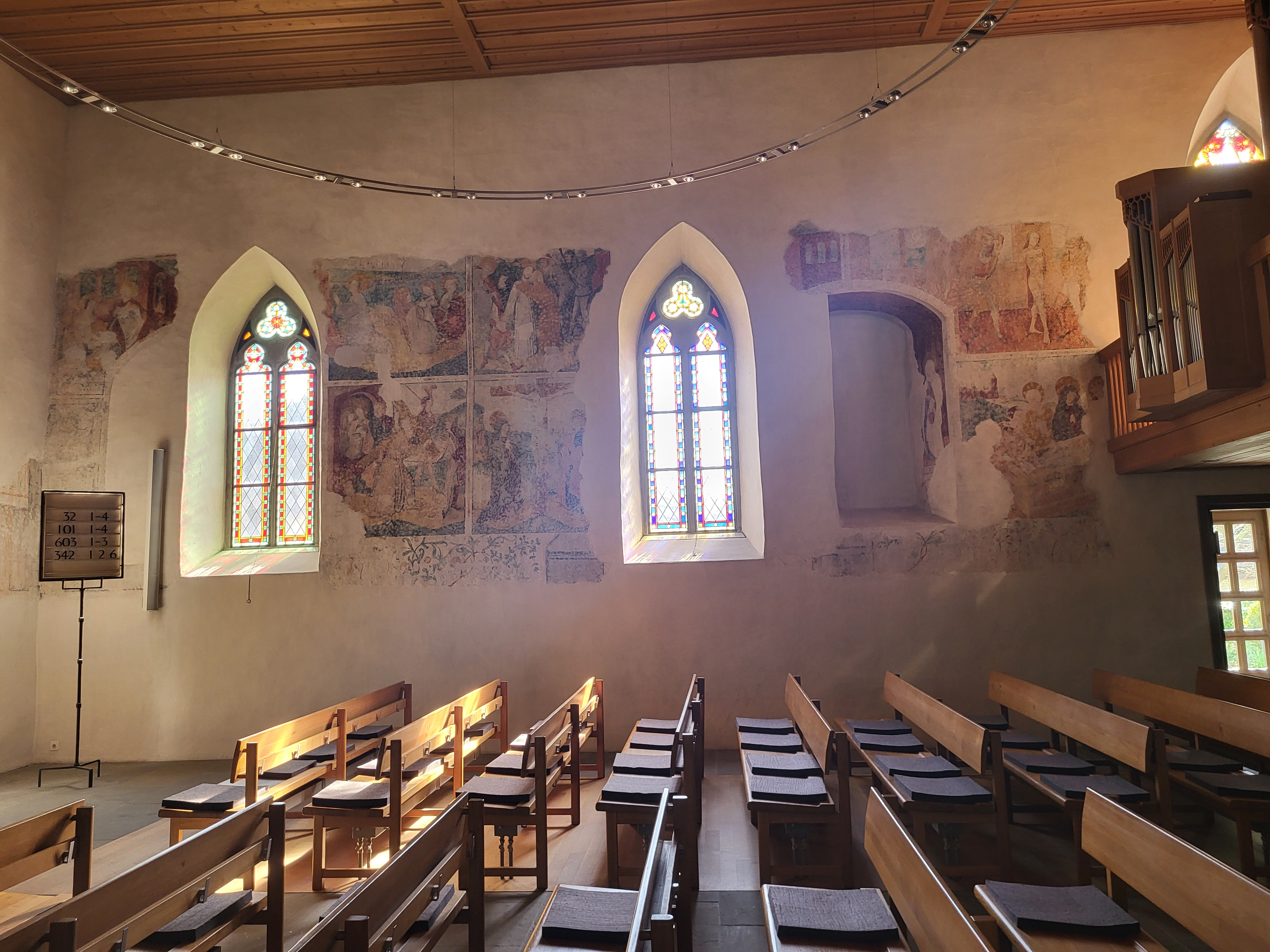
Südwand mit Passionszyklus

| Bild | Inhalt                                         | Beschreibung |
| ---- | ---------------------------------------------- | --- |
|      | Fusswaschung beim letzten Abendmahl            | Jesus (links) wäscht Petrus (rechts) die Füsse. |
|      | Christus und die schlafenden Apostel am Ölberg | links der einsam betende Jesus, rechts die eingeschlafenen Jünger Johannes, Jakobus und Petrus, links oben der figurierte Kelch, der nach Jesu Bitte an ihm vorübergehen soll                   |
|      | Judaskuss                                      | links Petrus, der Malchus das Ohr abschlägt, zentral Jesus und sein Verräter Judas Iskariot, der ihm zum Zeichen der Erkennung einen Kuss gibt, rechts vier grobschlächtige Häscher mit Fackeln |
|      | Geisselung                                     | breiter Innenraum, zentral der an die Säule gebundene nackte Jesus, links und rechts auf ihn einschlagende Knechte                                                                              |
|      | Kreuztragung                                   | |
|      | Kreuzigung                                     | besonders stark zerstört, links des gekreuzigten Jesus Maria, rechts sein Lieblingsjünger Johannes                                                                                              |
|      | Grablegung                                     | Fragment, von links nach rechts Nikodemus (ohne Heiligenschein), Maria Magdalena, Maria und Johannes, die den Leichnam Jesu tragen, es fehlt Josef von Arimathäa                                |

#### Weitere Fresken
| Bild | Inhalt           | Beschreibung | Lage                         |
| ---- | ---------------- | --- | ---------------------------- |
|      | Heilige Verena   | Verena von Zurzach ist erkennbar an ihrem typischen Attribut, dem Krug.                                                                                   | Fensternische in der Südwand |
|      | Jüngstes Gericht | links das Tor ins goldene Paradies, daneben Arm und Heiligenschein von Petrus, rechts der Erzengel Michael, dazwischen die dem Himmel zugeführten Seligen | links vom Chorbogen          |

## Orgel

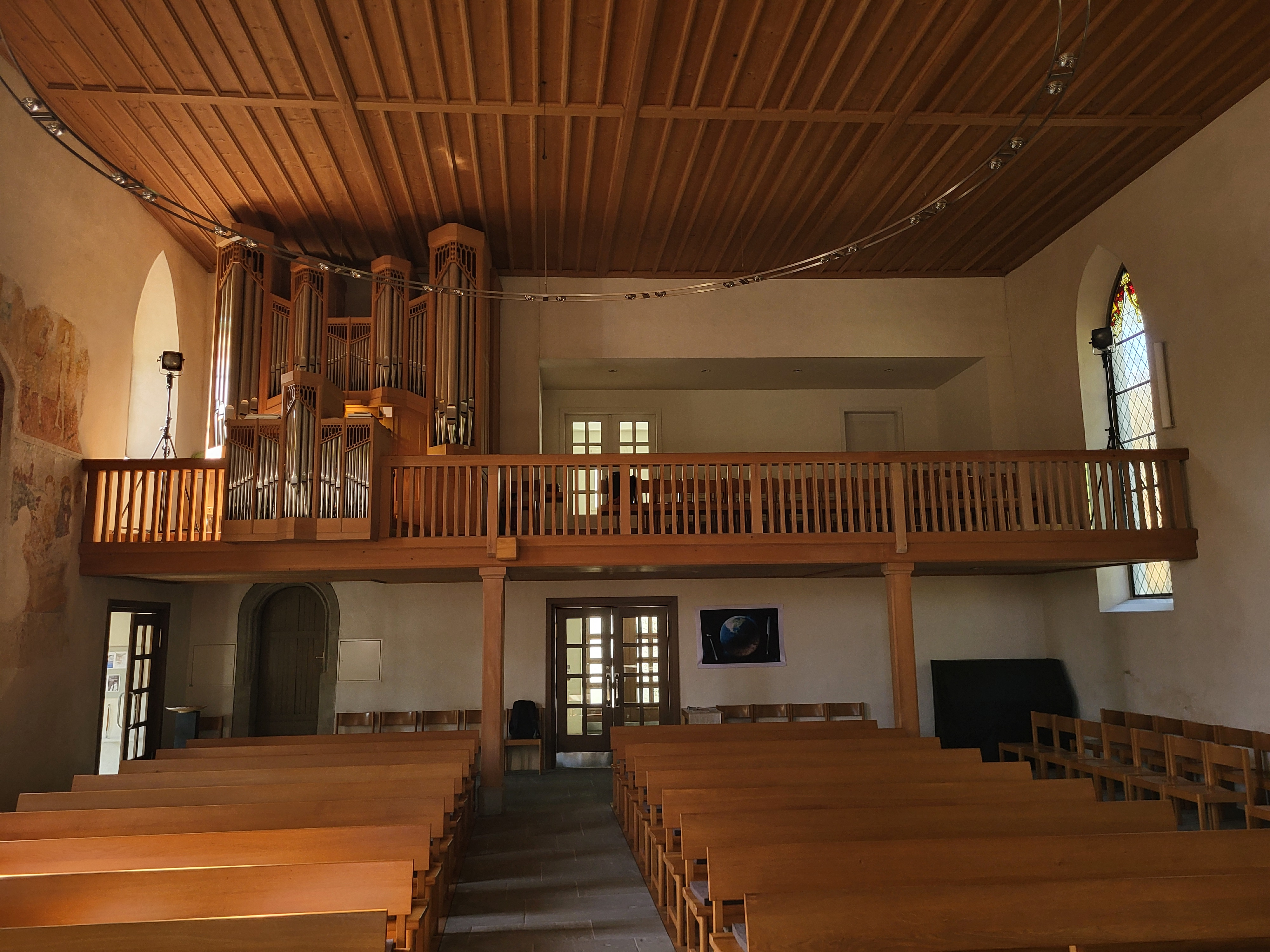
Empore mit Orgel

Die heutige mechanische Orgel mit Schleiflade wurde 1980 nach Plänen von Otto Hintermüller erbaut, das Rückpositiv fertigte Orgelbau Kuhn aus Männedorf, das Gehäuse wurde von Georg Weismann gestaltet. Die Orgel verfügt über 18 Register und einen Vorabzug auf zwei Manualen und Pedal. Die Disposition lautet wie folgt:
| I Rückpositiv C–g3 |             |       |
| 1.                 | Bleigedackt | 8′    |
| 2.                 | Rohrflöte   | 4′    |
| 3.                 | Principal   | 2′    |
| 4.                 | Cornet III  | 2 ⁄3′ |
| 5.                 | Cymbel II   | 1′    |
| 6.                 | Dulcian     | 8′    |

| II Hauptwerk C–g3 |               |    |
| 07.               | Praestant     | 8′ |
| 08.               | Holzflöte     | 8′ |
| 09.               | Gambe         | 8′ |
| 10.               | Octave        | 4′ |
| 11.               | Gemshorn      | 4′ |
| 12.               | Flachflöte    | 2′ |
| 13.               | Mixtur III-IV | 2′ |

| Pedal C–f1 |             |        |
| 14.        | Subbass     | 16′    |
| 15.        | Violonbass  | 08′    |
| 16.        | Rohrgedackt | 08′    |
| 17.        | Piffaro II  | 04′+2′ |
| 18.        | Posaune     | 08′    |